# Elliotsmithia
Elliotsmithia é um gênero de eupelicossauro do Permiano Inferior e Médio da África do Sul. Há uma única espécie descrita para o gênero Elliotsmithia longiceps.